# جوزپه واری
جوزپه واری (ایتالیایی: Giuseppe Vari؛ ۹ مارس ۱۹۲۴ – ۱ اکتبر ۱۹۹۳) یک کارگردان فیلم، فیلم‌نامه‌نویس و تدوین‌گر اهل ایتالیا بود.
از فیلم‌ها یا مجموعه‌های تلویزیونی که وی در آن‌ها نقش داشته‌است می‌توان به دکامرون ناپسند، خواهر امانوئل، زیرشیروانی، چه کسی دادستان را کشت و برای چه؟ و حمل و نقل اشاره نمود.